# Волосатый короткоусый слоник
Волосатый короткоусый слоник (лат. Polydrusus inustus) — вид долгоносиков-скосарей из подсемейства Entiminae.

## Описание
Жук длиной 4-6 мм. Чешуйки на надкрыльях узкие, заострённые, расположенные более или менее равномерно, иногда не образуют даже слабо намеченных перевязей. Плечи надкрылий почти не выступающие, округлые, бока надкрылий округлённые, шов равномерно выпуклый от основания до заднего ската. 

## Экология
Жук — полифаг, населяет степи и лесостепи.